# Homalocephalidae
Famille
Genres de rang inférieur
- Homalocephale

Les Homalocephalidae forment une famille de dinosaures Pachycephalosauria contenant un seul genre : Homalocephale.
La famille abritait auparavant le genre Ornatotholus, mais celui-ci est aujourd'hui considéré comme un jeune Stegoceras voire un nomen dubium,,.
La famille a été créée en 1978 par Dong Zhiming pour accueillir Homalocephale et d'autres dinosaures possédant un crâne aplati.